# Kền kền nhỏ đầu vàng
Kền kền nhỏ đầu vàng (danh pháp hai phần: Cathartes burrovianus) là một loài chim trong họ Cathartidae. Nó từng được xem là cùng loài với Cathartes melambrotus tới khi được tách ra năm 1964. Nó được tìm thấy ở Mexico, Trung Mỹ, và Nam Mỹ vào mùa mưa lũ tại thảo nguyên, đầm lầy. Nó là loài chim lớn, với sải cánh 150–165 xentimét (59–65 in). Lông vũ trên cơ thể màu đen, đầu và cổ trụi lông có màu cam nhạc với các vùng màu đỏ và lam. Nó thiếu minh quản, vì vậy nó chỉ có thể kêu những tiếng rít trầm, đục. Cathartes burrovianus ăn xác thối. Nó đẻ trứng trên bề mặt nhẵn, như hang động, hay trong hốc cây rỗng.